# Gravity (comics)
Pour les articles homonymes, voir Gravity.
Gravity est un super-héros dans l'univers Marvel de la maison d'édition Marvel Comics. Il apparaît pour la première fois dans la série de comic books Gravity #1, sa propre série. Ce nouveau personnage devient récurrent dans les futurs parutions de l'Univers Marvel. La série Gravity est inédite en France.

## Biographie du personnage
Le jeune lycéen Greg Willis menait une vie normale quand il fut pris dans une tempête avec ses parents sur leur bateau, au milieu du lac Michigan. Il fut aspiré par une sorte de mini trou noir. À la fin de l'orage, ses parents le retrouvèrent dans l'eau. Quelques semaines plus tard, il découvrit qu'il possédait des super-pouvoirs.
En allant s'inscrire à l'université de New York, il en profita pour essayer de rejoindre la communauté de super-héros locale, sous le nom de Gravity. Il fit son premier combat en prêtant main-forte à Rage, des New Warriors.
Il écrasa aussi de façon surprenante le Rhino.
Mais cette activité lui prenant trop de temps, il choisit de se consacrer à ses études et à sa petite amie, Lauren Sigh.
Il fut un jour piégé par le Gardien de Greenwich, un vilain se faisant passer pour un super-héros. Mais il s'en sortit et reprit alors sa carrière de Gravity.
Il aida les Vengeurs un soir de Noël, quand ces derniers furent attaqués par un robot Ultron pensant être le Père Noël.
Plus tard, il devint le héraut d'Epoch une entité cosmique prise pour cible par Galactus pour le nourrir. Gravity obtint donc des pouvoirs cosmiques et sauva Epoch avec l'aide des Fantastic Four, mais pour cela il dut se vider de ses nouveaux pouvoirs, Epoch lui proposa bien de les lui restaurer mais tant de responsabilités ne lui convenait pas, il garda donc ses anciens pouvoirs et revint sur terre.
Récemment il a encore sauvé l'univers avec les Fantastic Four, le Silver Surfer, Tornade, La Panthère Noire et le Docteur Strange en "soignant" l'Univers.

### Dark Reign
Gravity fut nommé chef des Heavy Hitters, l'équipe fédérale du Nevada, mis en place grâce au projet Initiative.
Il n'y resta pas longtemps, car à la fin de la guerre, Norman Osborn, directeur du HAMMER, le muta à l'Initiative des Grands Lacs, au Wisconsin. C'est Prodigy qui prit sa place à Las Vegas.

## Pouvoirs et capacités
- Gravity possède une seconde peau constitué de graviton, qu'il contrôle mentalement pour léviter, voler ou faire des bonds gigantesques.
- Il peut contrôler ce flux pour accroitre sa force ou encore accélérer les objets qu'il touche et lance.
- Gravity est encore jeune et peu expérimenté dans l'utilisation de ses pouvoirs. Il n'a pas encore atteint sa limite.